# Manihot pruinosa
Manihot pruinosa é uma espécie de planta pertencente ao gênero Manihot e à família Euphorbiaceae. É endêmica ao Brasil, ocorrendo nos estados de Tocantins, Mato Grosso, Goiás e Roraima. De acordo com a União Internacional para a Conservação da Natureza, seu estado de conservação é quase ameaçada.